# UFC 20
UFC 20: Battle for the Gold fue un evento de artes marciales mixtas celebrado por Ultimate Fighting Championship el 7 de mayo de 1999 en el Boutwell Auditorium, en Birmingham, Alabama, Estados Unidos.

## Resultados
| Tarjeta principal | Tarjeta principal | Tarjeta principal | Tarjeta principal | Tarjeta principal   | Tarjeta principal | Tarjeta principal | Tarjeta principal |
| Categoría         |                   |                   |                   | Método              | Ronda             | Tiempo            | Notas             |
| ----------------- | ----------------- | ----------------- | ----------------- | ------------------- | ----------------- | ----------------- | ----------------- |
| Peso pesado       | Bas Rutten        | derr.             | Kevin Randleman   | Decisión (dividida) |                   | 21:00             | [ a ]             |
| Peso pesado       | Ron Waterman      | derr.             | Chris Condo       | TKO (golpes)        |                   | 0:28              |                   |
| Peso ligero       | Laverne Clark     | derr.             | Fabiano Iha       | TKO (parada médica) |                   | 1:31              |                   |
| Peso ligero       | Marcelo Mello     | derr.             | David Roberts     | TKO (golpes)        |                   | 1:23              |                   |
| Peso semipesado   | Wanderlei Silva   | derr.             | Tony Petarra      | KO (rodillazo)      |                   | 2:53              |                   |
| Peso pesado       | Pete Williams     | derr.             | Travis Fulton     | Sumisión (armlock)  |                   | 6:28              |                   |
| Peso pesado       | Pedro Rizzo       | derr.             | Tra Telligman     | KO (golpe)          |                   | 4:30              |                   |

1. ↑  Por el Campeonato Vacante de Peso Pesado de UFC.